# 網紋兔脂鯉
網紋兔脂鯉，為輻鰭魚綱脂鯉目脂鯉亞目上口脂鯉科的其中一個種，分布於南美洲巴西Arinos及Tapajós河流域，體長可達13.6公分，棲息在植被茂盛生長的水域，生活習性不明。